# Hawesville

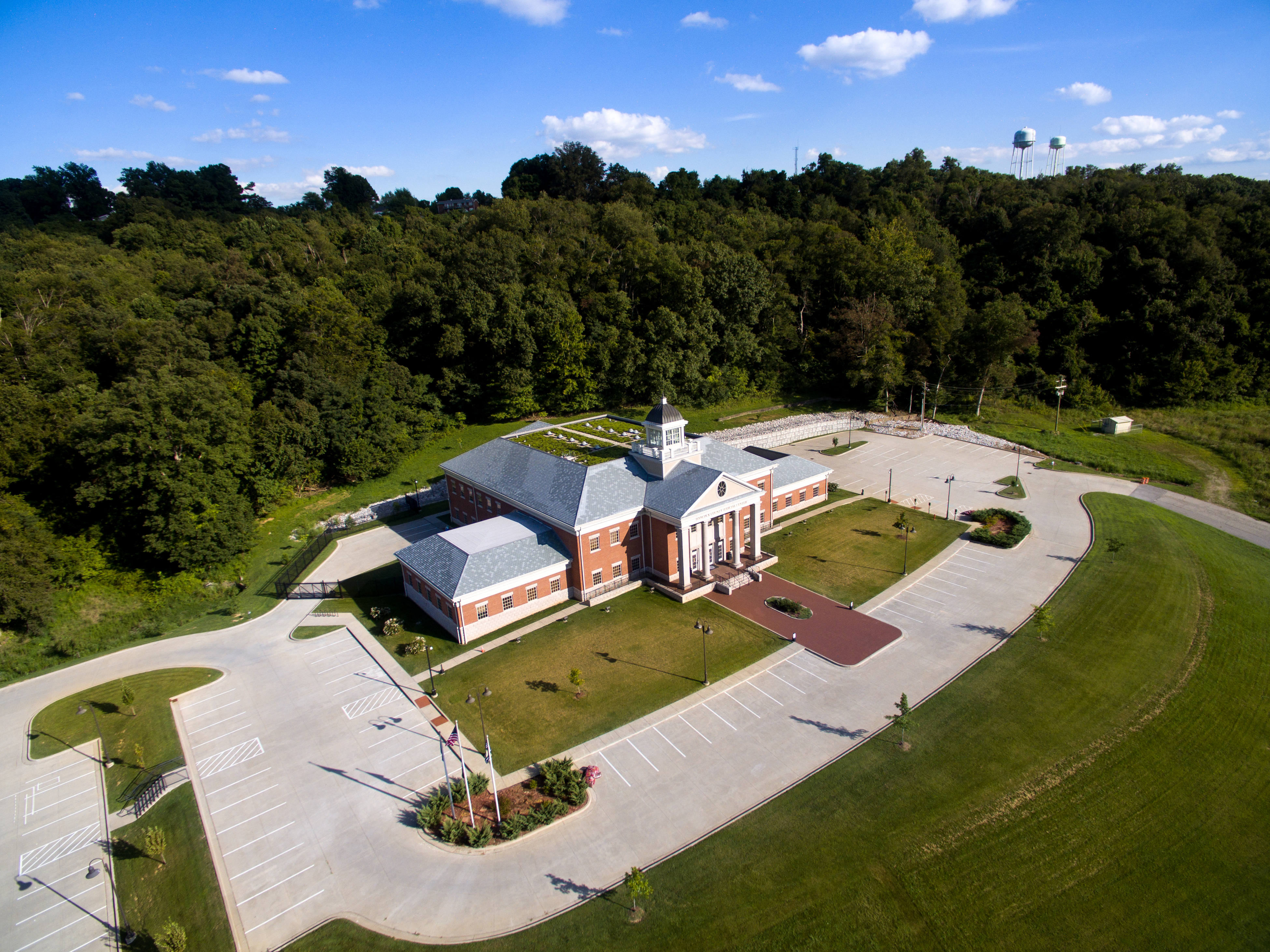
Domstolsbyggnaden i Hawesville.

Hawesville är en ort i Hancock County i delstaten Kentucky, USA. År 2000 hade orten 971 invånare. Den har enligt United States Census Bureau en area på 3,4 km², allt är land. Hawesville är administrativ huvudort (county seat) i Hancock County.